# August Halbfell
August Halbfell (* 4. Juli 1889 in Linden; † 20. Januar 1965 in Essen-Rellinghausen) war ein deutscher Politiker der SPD.

## Leben
Halbfell erlernte nach dem Besuch der Volksschule an der Bergvor- und Bergschule in Bochum den Beruf des Bergmanns und trat in die SPD ein. Von 1922 bis 1933 war er Aufsichtsratsmitglied des Rheinisch-Westfälischen Kohlen-Syndikat. Von 1928 bis 1933 leitete er das Arbeitsamt Gelsenkirchen. Ab 1931 war er Stadtverordneter in Buer. In der Zeit des Nationalsozialismus war er 1933 und 1944 inhaftiert.
Nach dem Zweiten Weltkrieg war er vom 1. Juli bis zum 30. September Direktor des Arbeitsamtes Essen und ab dem 1. Oktober 1945 Präsident des Landesarbeitsamtes Westfalen. Dieses Amt legte er am 31. August 1946 nieder.
Von 1946 bis 1954 saß er als Abgeordneter im Landtag von Nordrhein-Westfalen und war von 1946 bis 1950 der erste Arbeitsminister des Landes. Zudem vertrat er das Land 1949 und 1950 im Bundesrat.

## Weblink
- August Halbfell beim Landtag Nordrhein-Westfalen

| Personendaten    | Personendaten                  |
| ---------------- | ------------------------------ |
| NAME             | Halbfell, August               |
| KURZBESCHREIBUNG | deutscher Politiker (SPD), MdL |
| GEBURTSDATUM     | 4. Juli 1889                   |
| GEBURTSORT       | Linden                         |
| STERBEDATUM      | 20. Januar 1965                |
| STERBEORT        | Essen-Rellinghausen            |